# 9 січня
9 січня — 9-й день року в григоріанському календарі. До кінця року залишається 356 днів (357 дні — у високосні роки).

## Свята і пам'ятні дні

### Національні
- Республіка Сербська: День республіки.
- Панама: Національний день мучеників.

### Релігійні

#### Західне християнство
- Пам'ять святих Адріана Кентерберійського, Бертвальда[en];
- Пам'ять святої Джулії Честер Емері[en] (Єпископальна церква).

#### Східне християнство
- Пам'ять мученика Полієвкта[en];
- Пам'ять пророка Самея;
- Пам'ять святителя Петра Севастійського;
- Пам'ять преподобного чудотворця Євстратія Тарсійського[es];
- Преподобного Іони Київського[1].

## Іменини
✝  Католицькі: Адріан, Бертвальд.
✙ Православні: Петро, Самей, Полієвкт, Євстрат, Євстратій, Іона.

## Події
- 475 — східноримського імператора Флавія Зенона скинув з престолу Василіск, родич дружини Зенона.
- 1431 — в Руані почався судовий процес над Жанною д'Арк під головуванням єпископа Кошона.
- 1449 — перша письмова згадка про лотерею, що була організована в Мілані для фінансування війни проти Венеції.
- 1599 — у Масселбурзі (Шотландія) створена найдавніша з офіційно зареєстрованих масонських лож.
- 1648 — Богдана Хмельницького обрано гетьманом Запорізької Січі.
- 1792 — Підписано Ясський мирний договір, що завершив російсько-турецьку війну 1787—1792; Російська імперія приєднала землі між Південним Бугом і Дністром та Кубань.
- 1799 — у Великій Британії вперше у світі введено податок на прибуток.
- 1816 — перше випробування лампи Деві на копальнях Геббурна, Північно-Східна Англія.
- 1878 — Умберто I став королем Італії.
- 1905 — 9 січня за старим стилем у Санкт-Петербурзі влада жорстоко розігнала мирну демонстрацію, учасники якої мали на меті вручити цареві «Петицію робітників і жителів Петербурга для подання Миколі II». Розстріл велелюдного мітингу, який отримав назву «кривава неділя», став одним із поштовхів до революції 1905 року. Згідно з теперішнім загальноприйнятим календарем, ця подія відбулася 22 січня.
- 1916 — поразкою Антанти завершилась спроба захопити протоки Дарданелли та Босфор під час Першої світової війни.
- 1918 — відкрилася Надзвичайна сесія І Курултаю кримськотатарського народу[2].
- 1923 — іспанський винахідник Хуан де Ла Сьєрва здійснив перший політ на винайденому ним автожирі. З розвитком гелікоптерів роботи зі створення автожирів були згорнуті.
- 1923 — оголошено дефолт Німеччини через невиконання нею зобов'язань щодо репарацій за Версальським договором; два дні потому Франція та Бельгія окупували Рур.
- 1927 — у кінотеатрі Монреаля через паніку, викликану невеликим вибухом кінокамери, загинуло 78 людей, з них 77 — діти молодше за 18 років.

- 1951 — у Нью-Йорку відбулось офіційне відкриття штаб-квартири Організації Об'єднаних Націй.
- 1959 — на Кіровоградщині розпочались арешти членів підпільної організації «Об'єднання», створеної в м. Інта в Комі АРСР у 1956 р. молодими українськими політв'язнями, які вже могли виходити за межі концтаборів або перебували на вільному поселенні. З 29 червня арешти розпочались в Інті, а з 26 жовтня — у Львові. Під час арештів вилучено підпільну друкарню і велику кількість антирадянських листівок.
- 1960 — початок будівництва Асуанської греблі на Нілі в Єгипті.
- 1972 — у гавані Гонконгу загорівся і затонув океанський лайнер «Королева Єлизавета», на той час найбільший у світі пасажирський корабель.
- 1992 — Ґвінея, Венесуела і Чилі визнали незалежність України.
- 1992 — Україна встановила дипломатичні відносини з КНДР.
- 2005 — на президентських виборах у Палестинській автономії переміг колишній прем'єр-міністр Палестини Махмуд Аббас, який замінив покійного Ясіра Арафата.
- 2007 — CEO Apple Стів Джобс представив перший iPhone.
- 2021 — авіакатастрофа пасажирського літака Boeing 737 в Індонезії[3].

## Народились
Див. також Категорія:Народились 9 січня
- 1590 — Сімон Вуе, французький художник, портретист і декоратор.
- 1645 — Франсуа де Труа, французький художник-портретист та гравер, представник династії художників де Труа, батько художника Жана-Франсуа де Труа.
- 1817 — Олександр Афанасьєв-Чужбинський, український та російський письменник, етнограф, історик.
- 1818 — Олександр Вальтер, український анатом та фізіолог, професор кафедри фізіологічної анатомії та мікроскопії Київського Університету.
- 1823 — Фрідріх Есмарх, німецький хірург, один із піонерів асептики. Першим застосував еластичний бинт, наркозну маску, запропонував кружку Есмарха.
- 1861 — Степан Федак, український громадський діяч, організатор та голова Комітету допомоги політв'язням.

- 1875 — Степан Томашівський, український історик, публіцист і політик, голова НТШ
- 1878 — Джон Бродес Вотсон (John Broadus Watson), американський психолог, засновник бігевіоризму († 1958).
- 1889 — Персі Джон Даніелл, британський математик, який розробив узагальнену теорію інтегрування та диференціювання.
- 1890 — Карел Чапек, чеський письменник.
- 1902 — Хосемарія Ескріва де Балаґер, святий римо-католицької церкви, засновник організації Opus Dei.
- 1908 — Симона де Бовуар, французька письменниця, феміністка.
- 1908 — Мен Сяодун, китайська актриса, яка емігрувала на Тайвань. Виконавиця ролей в Пекінський опері.
- 1913 — Річард Ніксон, 37-й президент США.
- 1920 — Мечислав Павликовський, польський актор театру та кіно.
- 1923 — Борис Чичибабін, український радянський поет.

- 1924 — Сергій Параджанов, український і вірменський кінорежисер.
- 1931 — Зебрі Шамсутдінов, доктор біологічних наук, професор[4].
- 1938 — Джульверн Аблямітов, політик, член Меджлісу кримськотатарського народу[5].
- 1941 — Джоан Баез, американська співачка і авторка пісень (фолк і кантрі), ліва політична активістка.
- 1944 — Джиммі Пейдж (англ. Jimmy Page), британський музичний діяч, один з найкращих гітаристів, створив рок-гурт «Led Zeppelin», грав у «The Yardbirds»).
- 1970 — Лара Фабіан (Lara Fabian), бельгійсько-канадська співачка.
- 1982 — Кетрін, герцогиня Кембриджська, дружина Вільяма, герцога Кембриджського, онука королеви Єлизавети II, сина Чарльза, принца Уельського і принцеси Діани.
- 1987 — Олена Підгрушна, українська біатлоністка, заслужений майстер спорту України, чемпіонка Олімпійських ігор.
- 1993 — Степан Тарабалка, офіцер ВПС України. Герой України.

## Померли
Див. також Категорія:Померли 9 січня
- 1324 — Марко Поло, венеційський купець і мандрівник.
- 1757 — Бернар ле Бов'є де Фонтенель, французький філософ, релігієзнавець, письменник та поет. Племінник французького драматурга П'єра Корнеля.
- 1799 — Марія Ґаетана Аньєзі, італійський математик та філософ.
- 1833 — Адрієн-Марі Лежандр, французький математик.
- 1848 — Кароліна Гершель, німецько-британський астроном, сестра і помічниця Вільяма Гершеля.
- 1873 — Наполеон III, французький імператор (1852–1870) (* 1808).
- 1878 — Віктор Емануїл II, король Сардинського королівства та Італії (* 1820).
- 1918 — Еміль Рено, французький винахідник, художник і популяризатор науки, предтеча мультиплікації.
- 1923 — Кетрін Менсфілд, новозеландська і англійська письменниця-новелістка.
- 1937 — Микола Чечель, український політичний і державний діяч.
- 1943 — Робін Джордж Коллінґвуд, британський філософ-неогегельянець та історик.
- 1944 — Антанас Смятона, литовський державний діяч, президент Литви (1919—1920, 1926—1940).
- 1948 — Григорій Кузневич, український скульптор-монументаліст.
- 1993 — Іванна Нижник-Винників, українська художниця, керамістка і килимарка.
- 2013 — Джеймс Макґілл Б'юкенен, американський економіст, Нобелівський лавреат (1986)
- 2014 — Дейл Томас Мортенсен, американський економіст.
- 2024 — Віталій Білоножко, український естрадний співак, Народний артист України (1995).